# ای‌ام‌اس ای‌جی
ای‌ام‌اس ای‌جی، یکی از بزرگترین شرکت‌های چند ملیتی در زمینه تولید محصولات سیلیکونی می‌باشد.
مقر اصلی این شرکت در پرمستاتن اتریش واقع گردیده‌است.